# Кост, Николай Андреевич
Николай Андреевич Кост (1883—1943) — советский гигиенист, один из организаторов системы здравоохранения в СССР.

## Биография
Николай Андреевич Кост родился в 1883 году. Будучи студентом, принимал участие в Первой русской революции 1905 года в Москве. В 1910 году окончил медицинский факультет Московского университета.
По окончании университета, с 1910 по 1914 год работал уездным врачом в Костромском, Нижегородском и Владимирском губернских земствах. В 1914 году был призван в действующую армию. Летом 1917 года участвовал в ликвидации корниловского выступления. После Октябрьской социалистической революции Н. А. Кост был членом Военно-революционного комитета, заместителем председателя Совета солдатских депутатов Юго-Западного фронта, заместителем председателя Совета рабочих депутатов в Каменец-Подольском, председателем комитета большевиков и Совета рабочих депутатов в Житомире.
25 декабря 1917 года на 1-м Всеукраинском съезде советов в Киеве Н. А. Кост был избран в состав первого Всеукраинского Центрального Исполнительного Комитета (ВУЦИК). В 1918 году состоял в Коллегии Главного военно-санитарного управления и Совета врачебных коллегий, а в 1919—1920 годах исполнял обязанности народного комиссара здравоохранения Украинской ССР; с 1920 по 1924 год — главный уполномоченный Наркомздрава РСФСР по курортам Кубани и Черноморья.
В 1926—1930 годах Н. А. Кост — секретарь ЦК Союза обществ Красного Креста и Красного Полумесяца СССР, одновременно, с 1927 по 1928 год — ассистент кафедры социальной гигиены 2-го Московского университета (ныне Российский национальный исследовательский медицинский университет имени Н. И. Пирогова). В эти годы работа Н. А. Коста была посвящена развитию в стране коммунальной гигиены. С 1928 года кандидат медицинских наук Н. А. Кост работал начальником отдела гигиены воды и санитарной гидротехники Всесоюзного института коммунальной гигиены Народного комиссариата здравоохранения СССР; занимался проектированием генеральной схемы водоснабжения Донбасса, обоснованием создания зон санитарной охраны водоёмов, популяризатором здорового образа жизни.

## Семья
Николай Андреевич Кост был вторым мужем многодетной Анастасии Георгиевны Кост (урождённой Иванова). Приёмный сын, Кост Алексей Николаевич (1915—1979), химик, профессор МГУ.

## Труды
- К вопросу о новом течении в земской санитарии, Обществ, врач, № 1, с. 1, 1913;
- Курорты Кубани, Черноморья и Абхазии, М., 1924;
- За здоровую смену, М., 1929;
- Союз обществ Красного Креста Pi Красного Полумесяца СССР, сб. 1, М., 1929;
- Зоны санитарной охраны водоёмов, (Изыскания и проектирование), М.— Л., 1941 (совм. с Руффель М. А.).